# Estadi Via del Mare
Propietat de l'US Lecce, l'Estadi Via del Mare va ser inaugurat el 2 d'octubre de 1966, l'estadi té una capacitat de 31.533 espectadors i unes dimensions de 105x70. El primer partit que va albergar va ser contra el Tàrent i va finalitzar amb victòria per 1.